# Luisa Morgantini
Luisa Morgantini (Villadossola, 5 novembre 1940) è una politica italiana.

## Biografia
Figlia di partigiani, è stata la prima donna eletta nella segreteria della FLM di Milano (Federazione Lavoratori Metalmeccanici FIM- FIOM-UILM per la FIM-CISL).
È stata eletta nel Parlamento Europeo nel 1999 e riconfermata nel 2004 come indipendente, nelle liste di Rifondazione Comunista, nella circoscrizione centro, dopo rinuncia di Fausto Bertinotti che ha accettato l'incarico nella circoscrizione sud. Morgantini ha ricevuto 29.000 preferenze.
Da gennaio 2007 è stata eletta Vicepresidente del Parlamento Europeo con l'incarico delle politiche europee per l'Africa e per i diritti umani. Ha fatto parte delle seguenti Commissioni: per lo sviluppo, per i diritti della donna e l'uguaglianza di genere, Affari Costituzionali, Sottocommissione per i diritti dell'uomo. È stata membro della Delegazione per le relazioni con il Consiglio legislativo palestinese; della Delegazione all'Assemblea parlamentare Euromediterranea; della Delegazione all'Assemblea parlamentare paritetica ACP-UE. Ha fatto parte del gruppo di lavoro per l'osservazione elettorale ed è stata nell'intergruppo Iniziative per la pace.
È tra le fondatrici della rete internazionale delle Donne in nero contro la guerra e la violenza e fa parte del coordinamento nazionale dell'Associazione per la pace, un movimento per la non violenza e la pace. Fortemente impegnata per la pace e il riconoscimento di giustizia, diritti e libertà in Palestina, ha fondato ed è attualmente presidente dell'associazione AssoPacePalestina.
Ha ricevuto il premio per la pace delle donne in nero israeliane e il premio Colombe d'Oro per la Pace di Archivio disarmo, è tra le 1000 donne nel mondo che sono state candidate al Premio Nobel per la pace.
La mattina del 30 gennaio 2025 è stata arrestata, insieme al giornalista de Il Sole 24 Ore Roberto Bongiorni, dalle Forze di difesa israeliane nell'insediamento illegale di Kiryat Arba, nei pressi di Hebron. L'accusa era di essere entrati in un'area militare senza autorizzazione. Dopo qualche ora, i due sono stati liberati. L'avvenimento è stato oggetto di critiche da parte di esponenti politici come Nicola Fratoianni nonché dalla Federazione Nazionale Stampa Italiana.